# Ralf Hoffrogge
Ralf Hoffrogge (* 1980 in Lingen, Niedersachsen) ist ein deutscher Historiker.

## Leben
In den Jahren 2000 bis 2008 absolvierte Hoffrogge ein Studium der Geschichte, Politikwissenschaft sowie Psychologie an der Freien Universität Berlin. Aus seiner Abschlussarbeit ging 2008 die Publikation Richard Müller – Der Mann hinter der Novemberrevolution hervor. Im Anschluss promovierte er 2013 an der Universität Potsdam mit einer Biographie von Werner Scholem. Danach arbeitete er im Institut für Soziale Bewegungen der Ruhr-Universität Bochum als Postdoktorand zum Thema Arbeit in der Krise – Gewerkschaftliche Krisendeutungen und Krisenpolitik in Deutschland und Großbritannien. Seit 2020 ist er am Leibniz-Zentrum für Zeithistorische Forschung in Potsdam assoziiert. Zu seinen Arbeitsschwerpunkten zählen die Geschichte der Arbeiter:innenbewegungen sowie Gewerkschaftsgeschichte.
Hoffrogge war von 2011 bis 2014 Deutschlandredakteur des Online-Archivs workerscontrol.net und ist seit 2011 Mitglied im Editorial Board der Zeitschrift Journal of Labor and Society. Seit 2014 gehört er zur Redaktion der Fachzeitschrift Arbeit – Bewegung – Geschichte, 2023 wechselte er dort von der Redaktion in den Wissenschaftlichen Beirat. Hoffrogge ist Mitglied im Kuratorium der International Conference of Labour and Social History (ITH).
Hoffrogges Biographie von Werner Scholem wurde im Oktober 2015 vom Börsenverein des Deutschen Buchhandels mit dem Übersetzungspreis „Geisteswissenschaften International“ ausgezeichnet. Sein mit Norman LaPorte gemeinsam herausgegebener Sammelband „Weimar Communism as Mass Movement“ erhielt 2017 den Nina-Fishman Translation Award.
Hoffrogge beteiligt sich an der Kampagne Deutsche Wohnen & Co enteignen in Berlin, die einen Volksentscheid mit dem Ziel der Vergesellschaftung großer profitorientierter Wohnungsgesellschaften nach Artikel 15 des Grundgesetzes in Berlin durchführte. Er war 2018–2021 eine von fünf Vertrauenspersonen (Anmeldern) des Volksbegehrens. Gegenüber der Expertenkommission des Berliner Senats trat er als Sachverständiger zu Entschädigungsfragen auf.
Zur Bundestagswahl 2025 rief Hoffrogge zur Wahl der Partei Die Linke auf.

## Schriften
Als Autor:
- Richard Müller. Der Mann hinter der Novemberrevolution. Karl Dietz Verlag, 2., korrigierte und erweiterte Auflage, Berlin 2018, ISBN 978-3-320-02354-6 (zuerst 2008, Hartfrid Krause: Rezension, H-Soz-Kult, 1. April 2009).
  - Übersetzung: Working-Class Politics in the German Revolution. Richard Müller, the Revolutionary Shop Stewards and the Origins of the Council Movement. Brill, Leiden 2014, ISBN 978-90-04-21921-2.
- Werner Scholem. Eine politische Biographie (1895–1940). UVK, Konstanz 2014, ISBN 978-3-86764-505-8.
- Sozialismus und Arbeiterbewegung in Deutschland und Österreich. Von den Anfängen bis 1914. Schmetterling Verlag, 2., erweiterte Auflage, Stuttgart 2017, ISBN 3-89657-691-7 (zuerst 2011 als Sozialismus und Arbeiterbewegung in Deutschland).

Als Herausgeber:
- Richard Müller: Eine Geschichte der Novemberrevolution. Verlag Die Buchmacherei, Berlin 2011 (kommentierte Neuedition der Trilogie Vom Kaiserreich zur Republik, Die Novemberrevolution und Der Bürgerkrieg in Deutschland aus den Jahren 1924/1925); Rezension auf hsozkult
- zusammen mit Norman LaPorte: Weimar Communism as Mass Movement 1918–1933, Lawrence & Wishart, London 2017, ISBN 978-1-910448-98-4.
- zusammen mit Dieter Braeg: Allgemeiner Kongress der Arbeiter- und Soldatenräte Deutschlands. 16.–20. Dezember 1918 Berlin – Stenografische Berichte, Berlin 2018, ISBN 978-3-9819243-6-7.

Aufsätze (Auswahl):
- Gemeineigentum als Krisenlösung – Die IG Metall und die Bewegung zur Vergesellschaftung der Stahlindustrie 1980–1987, in: Zeitschrift für Geschichtswissenschaft (ZfG), 71. Jg., Heft 9 (2023), S. 738–759.
- Sozialpartnerschaft mit kurzer Tradition: Korporatismus, Voluntarismus und die „Varianten des Kapitalismus“ am Beispiel der Industriegewerkschaft Metall (IGM) und der Amalgamated Engineering Union (AEU), in: SozialGeschichte Online (SOG), Heft 34/2023, Volltext online
- Vom Realismus zur Partnerschaft: britische Gewerkschaften und die Entstehung von Tony Blairs New Labour; in: Zeitschrift für Geschichtswissenschaft (ZfG), Jg. 69., Heft 11, November 2021, S. 928–948.
- Voluntarism, Corporatism and Path Dependency: The Metalworkers' Unions the Amalgamated Engineering Union and IG Metall and their Place in the History of British and German Industrial Relations. In: German History, Volume 37, Issue 3, September 2019, S. 327–344, Volltext online
- Ein Tag im Leben der Weimarer Republik – Die „Ostjudendebatte“ des Preußischen Landtages von 1922, in: Markus Börner, Anja Jungfer, Jakob Stürmann (Hrsg.): Judentum und Arbeiterbewegung – das Ringen um Emanzipation in der ersten Hälfte des 20. Jahrhunderts. De Gruyter, Oldenburg 2018. Volltext online
- Der Sommer des Nationalbolschewismus? Die Stellung der KPD-Linken zum Ruhrkampf und ihre Kritik am „Schlageter-Kurs“ von 1923, in: Sozial.Geschichte Online, No. 20/2017,  Volltext online